# Khabuchi Corona
La Khabuchi Corona è una struttura geologica della superficie di Venere.